# Marion Township (comté de Centre, Pennsylvanie)
Pour les articles homonymes, voir Marion Township.
Marion Township est un township, situé au centre-est du comté de Centre, aux États-Unis,. En 2010, il comptait une population de 1 224 habitants.

## Démographie
Lors du recensement de 2010, le township comptait une population de 1 224 habitants. Elle est également estimée, en 2016, à 1 244 habitants.

### Source de la traduction
- (en) Cet article est partiellement ou en totalité issu de l’article de Wikipédia en anglais intitulé « Marion Township, Centre County, Pennsylvania » (voir la liste des auteurs).